# 이금림
이금림(李錦林, 1948년 6월 27일 ~ )은 대한민국의 텔레비전 드라마 작가이다.

## 학력
- 전주여자고등학교
- 고려대학교 국어국문학과

## 생애
1970년부터 10년간 고등학교(인천 인성고등학교, 서울 명성고등학교)에서 국어교사로 재직하다가, 1980년 KBS 드라마 《소리 나팔》을 집필하며 작가 데뷔하였다. 2012년 한국방송작가협회 이사장으로 선출되었는데 내외적으로 슬럼프를 겪으면서 집필활동이 전무해졌으며 피아니스트 김정원이 아들이다.

## 집필 작품

### 텔레비전 드라마
- 1980년 KBS 《소리나팔》
- 1981년 KBS2 《개구장이 철이》
- 1981년 KBS1 《억척선생 분투기》
- 1982년 MBC 《호랑이 선생님》
- 1983년 KBS1 《고교생 일기》
- 1984년 KBS2 《드라마게임 - 6개월 후》
- 1984년 KBS1 《청소년문학관 - 목요일의 아이》 ... 각색
- 1984년 MBC 《물보라》
- 1985년 KBS2 《드라마게임 - 그토록 오랜 이별》
- 1985년 KBS2 《빛과 그림자》
- 1986년 KBS2 《드라마게임 - 환절기》
- 1986년 KBS2 《드라마게임 - 덫》
- 1986년 KBS2 《뜨거운 강》
- 1987년 KBS2 《드라마게임 - 세사람》
- 1987년 KBS2 《타인》
- 1988년 KBS1 《13세의 봄》
- 1988년 MBC 《도시의 흉년》
- 1989년 KBS2 《일출》
- 1989년 MBC 《MBC TV 피처 - 님》
- 1990년 KBS2 《빙점》
- 1991년 KBS1 《옛날의 금잔디》
- 1992년 KBS2 《드라마게임 - 어머니가 가르쳐준 노래》
- 1992년 KBS2 《사랑을 위하여》
- 1993년 KBS1 《당신이 그리워질때》
- 1995년 KBS2 《드라마게임 - 당신에게 일어날 수 있는 일》
- 1996년 KBS2 《아버지》
- 1996년 KBS1 《사랑할 때까지》
- 1997년 SBS 《지평선 너머》
- 1998년 SBS 《은실이》
- 2000년 MBC 《당신 때문에》
- 2001년 KBS2 《푸른 안개》
- 2003년 SBS 《그대는 이 세상》
- 2003년 SBS 《연인》
- 2006년 KBS1 《강이 되어 만나리》
- 2009년 KBS1 《집으로 가는 길》[5]
- 2011년 KBS2 《복희 누나》

### 영화
- 1980년 《꼭지 꼭지》 ... 원작

## 저서
- 《꼭지 꼭지》 (1980년, 예유사)[6]
- 《또,꼭지 꼭지》 (1987년, 동환출판사)

## 참고 사항
- SBS 은실이로 제 12회 한국방송작가상 드라마 수상을 안았으며[7] 그 이후 한국방송작가상에서 14회(KBS 2TV 주말극 '푸른 안개'), 16회(SBS 특집극 '그대는 이 세상') 드라마 부문 수상 후보에 올랐지만 "한번 작가상을 받은 사람은 다시 받을 수 없다"[8]는 규정 탓인지 최종 후보에서 탈락한 바 있었다.

## 수상
- 1995년 제31회 백상예술대상 TV극본상
- 1995년 제5회 한국방송프로듀서상 특별상
- 1999년 제26회 한국방송대상 작가상
- 1999년 제12회 한국방송작가상 드라마 부문상
- 2017년 제8회 대한민국 대중문화예술상 보관문화훈장 표창